# Ishockey under vinter-OL 2010
De olympiske vinterlege vil omfatte to ishockeykonkurrencer – én for herrelandshold med deltagelse af 12 hold og én for kvindelandshold med deltagelse af 8 hold.

## Mænd

### Hold
VM- og OL-turneringerne i 2005-2008 fungerede som kvalifikation til OL i 2010. De ni bedste hold (markeret med grønt i nedenstående tabel) på IIHF's verdensrangliste efter VM 2008 kvalificerede sig direkte til den olympiske ishockeyturnering i 2010. Nr. 10-18 (markeret med gult) har kvalificeret sig til den afsluttende OL-kvalifikationsturnering om de sidste tre OL-pladser, mens nr. 19-30 (markeret med hvidt) først må spille "olympisk prækvalifikation" om tre pladser i den afsluttende kvalifikationsturnering. Yderligere fire hold (markeret med rødt) spiller prækvalifikation om én ledig plads i den olypmiske prækvalifikation
| Prækvalifikation                                           | Olympisk prækvalifikation | Olympisk kvalifikation | Kvalificeret til OL |
| ---------------------------------------------------------- | --- | --- | --- |
| Bulgarien (32) · Spanien (36) · Mexico (37) · Tyrkiet (41) | Kasakhstan (19) · Ungarn (20) · Polen (21) · Japan (22) · Litauen (23) · Holland (24) · Estland (25) · Kroatien (26) · Rumænien (27) · Storbritannien (29) · Serbien (30) · Spanien (kval.) | Tyskland (10) · Letland (11) · Norge (12) · Danmark (13) · Italien (14) · Slovenien (15) · Østrig (16) · Ukraine (17) · Frankrig (18) · Kasakhstan (19) · Ungarn (20) · Japan (22) | Canada (1) · Rusland (2) · Sverige (3) · Finland (4) · Tjekkiet (5) · USA (6) · Schweiz (7) · Slovakiet (8) · Hviderusland (9) · Tyskland (10) · Letland (11) · Norge (12) |
| 9. – 11. oktober 2008                                      | 6. – 9. november 2008 | 5. – 8. februar 2009 | 16. – 28. februar 2010 |

### Prækvalifikation
Prækvalifikation var første kvalifikationsrunde, hvor de fire lavest rangerede hold spillede om én ledig plads i anden kvalifikationsrunde (olympisk prækvalifikation). Holderne spillede alle-mod-alle i én gruppe, og vinderen af gruppen, Spanien, kvalificerede sig til næste runde. Turneringen blev spillet i perioden 9. – 11. oktober 2008.
Gruppe A i Ankara, Tyrkiet
| Dato   | Kamp                | Res.  | Perioder      |
| ------ | ------------------- | ----- | ------------- |
| 9.10.  | Mexico - Bulgarien  | 2-6   | 1-2, 0-3, 1-1 |
| 9.10.  | Spanien - Tyrkiet   | 14-10 | 2-1, 6-0, 6-0 |
| 10.10. | Spanien – Mexico    | 4-5   | 3-2, 1-2, 0-1 |
| 10.10. | Bulgarien – Tyrkiet | 8-0   | 2-0, 3-0, 3-0 |
| 11.10. | Bulgarien – Spanien | 2-6   | 0-1, 1-4, 1-1 |
| 11.10. | Tyrkiet – Mexico    | 2-9   | 0-3, 1-2, 1-4 |

| Stilling  | Kampe | Mål   | Point |
| --------- | ----- | ----- | ----- |
| Spanien   | 3     | 24-80 | 6     |
| Bulgarien | 3     | 16-80 | 6     |
| Mexico    | 3     | 16-12 | 6     |
| Tyrkiet   | 3     | 03-31 | 0     |

### Olympisk prækvalifikation
Den olympiske prækvalifikation, som er anden kvalifikationsrunde, blev spillet den 6. – 9. november 2008. Tolv hold, heraf et fra prækvalifikationen, spillede om tre ledige pladser i den olympiske kvalifikationsturnering.
De tolv hold blev inddelt i tre grupper med fire hold, der spillede alle-mod-alle. De tre gruppevindere, Kasakhstan, Ungarn og Japan, gik videre til næste runde.
Gruppe B i Narva, Estland
| Dato  | Kamp                 | Res. | Perioder      |
| ----- | -------------------- | ---- | ------------- |
| 6.11. | Kasakhstan - Spanien | 17-0 | 7-0, 6-0, 4-0 |
| 6.11. | Holland - Estland    | 4-6  | 2-1, 1-1, 1-4 |
| 7.11. | Holland - Spanien    | 4-1  | 0-1, 2-0, 2-0 |
| 7.11. | Estland - Kasakhstan | 0-7  | 0-4, 0-2, 0-1 |
| 9.11. | Kasakhstan - Holland | 7-2  | 2-1, 3-1, 2-0 |
| 9.11. | Spanien - Estland    | 1-8  | 0-2, 1-3, 0-3 |

| Stilling   | Kampe | Mål   | Point |
| ---------- | ----- | ----- | ----- |
| Kasakhstan | 3     | 31-20 | 9     |
| Estland    | 3     | 14-12 | 6     |
| Holland    | 3     | 10-14 | 3     |
| Spanien    | 3     | 02-29 | 0     |

Gruppe C i Budapest, Ungarn
| Dato  | Kamp               | Res. | Perioder      |
| ----- | ------------------ | ---- | ------------- |
| 7.11. | Litauen - Kroatien | 4-2  | 0-2, 3-0, 1-0 |
| 7.11. | Ungarn - Serbien   | 9-1  | 4-0, 1-1, 4-0 |
| 8.11. | Litauen - Serbien  | 7-2  | 0-1, 4-1, 3-0 |
| 8.11. | Kroatien - Ungarn  | 1-6  | 0-2, 0-3, 1-1 |
| 9.11. | Serbien - Kroatien | 1-5  | 0-1, 1-3, 0-1 |
| 9.11. | Ungarn - Litauen   | 5-2  | 3-1, 0-0, 2-1 |

| Stilling | Kampe | Mål   | Point |
| -------- | ----- | ----- | ----- |
| Ungarn   | 3     | 20-40 | 9     |
| Litauen  | 3     | 13-90 | 6     |
| Kroatien | 3     | 08-11 | 3     |
| Serbien  | 3     | 04-21 | 0     |

Gruppe D i Sanok, Polen
| Dato  | Kamp                      | Res. | Perioder               |
| ----- | ------------------------- | ---- | ---------------------- |
| 6.11. | Japan - Rumænien          | 7-0  | 3-0, 3-0, 1-0          |
| 6.11. | Polen - Storbritannien    | 3-2  | 1-1, 1-0, 0-1 0-0, 1-0 |
| 7.11. | Japan - Storbritannien    | 2-1  | 1-1, 1-0, 0-0          |
| 7.11. | Rumænien - Polen          | 1-9  | 1-3, 0-3, 0-3          |
| 9.11. | Storbritannien - Rumænien | 11-1 | 4-0, 3-1, 4-0          |
| 9.11. | Polen - Japan             | 1-3  | 0-3, 1-0, 0-0          |

| Stilling       | Kampe | Mål   | Point |
| -------------- | ----- | ----- | ----- |
| Japan          | 3     | 12-20 | 9     |
| Polen          | 3     | 13-60 | 5     |
| Storbritannien | 3     | 14-60 | 4     |
| Rumænien       | 3     | 02-27 | 0     |

### Olympisk kvalifikation
I den endelige OL-kvalifikation, som afvikles den 5. – 8. februar 2009, spiller 12 hold om de tre ledige pladser i den olympiske ishockeyturnering i Vancouver i 2010. Ni af holdene har kvalificeret sig til OL-kvalifikationen som nr. 10-18 på IIHF's verdensrangliste efter VM 2008, mens de sidste tre deltagende hold kommer fra den olympiske prækvalifikation. Holdene blev inddelt i tre grupper med fire hold, der spiller alle-mod-alle, og de tre gruppevindere kvalificerer sig til OL.
Gruppe E i Hannover, Tyskland
| Dato | Kamp                 | Res. | Perioder               |
| ---- | -------------------- | ---- | ---------------------- |
| 5.2. | Slovenien - Østrig   | 3-4  | 0-0, 3-2, 0-1 0-1      |
| 5.2. | Tyskland - Japan     | 7-1  | 3-1, 3-0, 1-0          |
| 7.2. | Slovenien - Japan    | 4-5  | 2-1, 2-1, 0-2 0-0, 0-1 |
| 7.2. | Østrig - Tyskland    | 1-2  | 0-0, 1-2, 0-0          |
| 8.2. | Japan - Østrig       | 2-5  | 0-1, 1-3, 1-1          |
| 8.2. | Tyskland - Slovenien | 2-1  | 1-0, 1-0, 0-1          |

| Stilling  | Kampe | Mål   | Point |
| --------- | ----- | ----- | ----- |
| Tyskland  | 3     | 11-30 | 9     |
| Østrig    | 3     | 10-70 | 5     |
| Japan     | 3     | 08-16 | 2     |
| Slovenien | 3     | 08-11 | 2     |

Gruppe F i Riga, Letland
| Dato | Kamp              | Res. | Perioder               |
| ---- | ----------------- | ---- | ---------------------- |
| 5.2. | Italien - Ukraine | 2-3  | 0-1, 0-0, 2-2          |
| 5.2. | Letland - Ungarn  | 7-3  | 1-1, 3-2, 3-0          |
| 6.2. | Italien - Ungarn  | 4-1  | 2-0, 1-0, 1-1          |
| 6.2. | Ukraine - Letland | 2-4  | 1-0, 0-2, 1-2          |
| 8.2. | Ungarn - Ukraine  | 3-4  | 0-0, 2-0, 1-3 0-0, 0-1 |
| 8.2. | Letland - Italien | 4-1  | 2-0, 1-0, 1-1          |

| Stilling | Kampe | Mål   | Point |
| -------- | ----- | ----- | ----- |
| Letland  | 3     | 15-60 | 9     |
| Ukraine  | 3     | 9-9   | 5     |
| Italien  | 3     | 7-8   | 3     |
| Ungarn   | 3     | 07-15 | 1     |

Gruppe G i Oslo, Norge
| Dato | Kamp                  | Res. | Perioder          |
| ---- | --------------------- | ---- | ----------------- |
| 5.2. | Danmark - Frankrig    | 1-2  | 1-0, 0-0, 0-1 0-1 |
| 5.2. | Norge - Kasakhstan    | 2-1  | 0-0, 2-1, 0-0     |
| 7.2. | Danmark - Kasakhstan  | 3-2  | 1-1, 1-0, 1-1     |
| 7.2. | Frankrig - Norge      | 2-3  | 0-1, 1-2, 1-0     |
| 8.2. | Kasakhstan - Frankrig | 8-2  | 2-0, 3-1, 3-1     |
| 8.2. | Norge - Danmark       | 5-3  | 1-2, 2-0, 2-1     |

| Stilling   | Kampe | Mål   | Point |
| ---------- | ----- | ----- | ----- |
| Norge      | 3     | 10-60 | 9     |
| Danmark    | 3     | 7-9   | 4     |
| Kasakhstan | 3     | 11-70 | 3     |
| Frankrig   | 3     | 06-12 | 2     |

### Slutrunde
Den olympiske ishockeyturnering får deltagelse af 12 hold. Holdende inddeles i tre grupper med fire hold i hver på baggrund af deres verdensranglisteplacering efter VM 2008.
| Gruppe A    |
| ----------- |
| Canada (1)  |
| USA (6)     |
| Schweiz (7) |
| Norge (12)  |

| Gruppe B      |
| ------------- |
| Rusland (2)   |
| Tjekkiet (5)  |
| Slovakiet (8) |
| Letland (11)  |

| Gruppe C         |
| ---------------- |
| Sverige (3)      |
| Finland (4)      |
| Hviderusland (9) |
| Tyskland (10)    |

## Kvinder
Ved OL 2010 spiller kvinderne en ishockeyturnering med deltagelse af otte landshold.

### Hold
De seks bedste hold på IIHF's verdensrangliste for kvinder efter VM 2008 kvalificerede sig direkte til OL (markeret med grønt i nedenstående tabel). De sidste to pladser gik til de to bedst placerede hold i en kvalifikationsturnering med otte hold (markeret med gul nedenfor), hvortil de seks næste hold (nr. 7-12) på verdensranglisten var direkte kvalificerede. Fra denne kvalifikation kvalificerede Kina og Slovakiet sig til den olympiske ishockeyturnering.
De sidste to pladser i kvalifikationen gik til de to bedste hold i en prækvalifikation (markeret med hvidt nedenfor), hvor de øvrige tilmeldte hold placeret som nr. 13+ på verdensranglisten deltog.
| Prækvalifikation | Kvalifikation | Kvalificeret til OL                                                                                      |
| --- | --- | --- |
| Letland (13) · Norge (14) · Italien (15) · Slovenien (16) · Slovakiet (17) · Østrig (19) · Storbritannien (23) · Kroatien (30) · Bulgarien (-) | Tyskland (7) · Kina (8) · Japan (9) · Kasakhstan (10) · Frankrig (11) · Tjekkiet (12) · Norge (14) · Slovakiet (17) | Canada (1) · USA (2) · Finland (3) · Sverige (4) · Schweiz (5) · Rusland (6) · Kina (8) · Slovakiet (17) |
| 2. – 9. september 2008 | 6. – 9. november 2008                                                                                               | 13. – 25. februar 2010                                                                                   |

### Prækvalifikation
Prækvalifikationen havde deltagelse af ni hold, der spillede om to ledige pladser i den egentlige OL-kvalifikationsturnering. De ni hold blev inddelt i to grupper, som begge spillede alle-mod-alle. De to gruppevindere gik videre til den egentlige kvalifikation.
Gruppe A i Liepaja, Letland
| Dato | Kamp                  | Res. | Perioder         |
| ---- | --------------------- | ---- | ---------------- |
| 2.9. | Bulgarien - Italien   | 0-41 | 0-17, 0-17, 0-12 |
| 2.9. | Slovakiet - Letland   | 2-0  | 2-0, 0-0, 0-0    |
| 3.9. | Kroatien - Bulgarien  | 30-1 | 8-0, 13-0, 9-1   |
| 4.9. | Italien - Slovakiet   | 1-3  | 1-2, 0-1, 0-0    |
| 4.9. | Letland - Kroatien    | 9-0  | 1-0, 3-0, 5-0    |
| 5.9. | Bulgarien - Letland   | 0-39 | 0-14, 0-11, 0-14 |
| 6.9. | Slovakiet - Bulgarien | 82-0 | 31-0, 24-0, 27-0 |
| 6.9. | Italien - Kroatien    | 8-0  | 1-0, 4-0, 3-0    |
| 7.9. | Letland - Italien     | 5-1  | 3-0, 1-1, 1-0    |
| 7.9. | Kroatien - Slovakiet  | 1-18 | 1-5, 0-9, 0-4    |

| Stilling  | Kampe | Mål     | Point |
| --------- | ----- | ------- | ----- |
| Slovakiet | 4     | 105-200 | 12    |
| Letland   | 4     | 53-30   | 9     |
| Italien   | 4     | 51-80   | 6     |
| Kroatien  | 4     | 31-36   | 3     |
| Bulgarien | 4     | 001-192 | 0     |

Gruppe B i Maribor, Slovenien
| Dato | Kamp                       | Res. | Perioder          |
| ---- | -------------------------- | ---- | ----------------- |
| 3.9. | Norge - Storbritannien     | 3-1  | 1-0, 0-1, 2-0     |
| 3.9. | Slovenien - Østrig         | 0-7  | 0-1, 0-4, 0-2     |
| 4.9. | Østrig - Norge             | 0-1  | 0-0, 0-1, 0-0     |
| 4.9. | Slovenien - Storbritannien | 1-5  | 0-2, 1-1, 0-2     |
| 5.9. | Storbritannien - Østrig    | 4-3  | 1-1, 2-1, 0-1 1-0 |
| 5.9. | Norge - Slovenien          | 15-1 | 7-0, 5-0, 3-1     |

| Stilling       | Kampe | Mål   | Point |
| -------------- | ----- | ----- | ----- |
| Norge          | 3     | 19-20 | 9     |
| Storbritannien | 3     | 10-70 | 5     |
| Østrig         | 3     | 10-50 | 4     |
| Slovenien      | 3     | 02-27 | 0     |

Resultaterne betød, at Slovakiet og Norge kvalificerede sig til den egentlige OL-kvalifikation senere på året.

### Kvalifikation
I den egentlige OL-kvalifikation, der blev afviklet i perioden 6. – 9. november 2008, spillede otte hold om to ledige pladser ved den olympiske ishockeyturnering i 2010 i Vancouver. De deltagende hold var de seks hold, der var placeret som nr. 7-12 på IIHF's verdensrangliste efter VM 2008, samt de to hold, som gik videre fra prækvalifikationen – Slovakiet og Norge.
De otte hold blev opdelt i to grupper med fire hold, der spillede alle-mod-alle. De to gruppevindere – Slovakiet og Kina – kvalificerede sig til OL-slutrunden.
Gruppe C i Bad Tölz, Tyskland
| Dato  | Kamp                   | Res. | Perioder      |
| ----- | ---------------------- | ---- | ------------- |
| 6.11. | Kasakhstan - Frankrig  | 6-1  | 1-0, 2-1, 3-0 |
| 6.11. | Tyskland - Slovakiet   | 0-2  | 0-1, 0-1, 0-0 |
| 8.11. | Kasakhstan - Slovakiet | 0-1  | 0-0, 0-1, 0-0 |
| 8.11. | Frankrig - Tyskland    | 2-7  | 0-1, 0-3, 2-3 |
| 9.11. | Slovakiet - Frankrig   | 3-1  | 1-0, 1-0, 1-1 |
| 9.11. | Tyskland - Kasakhstan  | 1-3  | 1-0, 0-2, 0-1 |

| Stilling   | Kampe | Mål   | Point |
| ---------- | ----- | ----- | ----- |
| Slovakiet  | 3     | 6-1   | 9     |
| Kasakhstan | 3     | 9-3   | 6     |
| Tyskland   | 3     | 8-7   | 3     |
| Frankrig   | 3     | 04-16 | 0     |

Gruppe D i Shanghai, Kina
| Dato  | Kamp             | Res. | Perioder               |
| ----- | ---------------- | ---- | ---------------------- |
| 6.11. | Japan - Tjekkiet | 3-2  | 2-1, 1-1, 0-0          |
| 6.11. | Kina - Norge     | 5-0  | 2-0, 2-0, 1-0          |
| 7.11. | Japan - Norge    | 3-1  | 1-1, 1-0, 1-0          |
| 7.11. | Tjekkiet - Kina  | 3-4  | 1-1, 2-1, 0-2          |
| 9.11. | Norge - Tjekkiet | 2-1  | 1-0, 0-1, 0-0 0-0, 1-0 |
| 9.11. | Kina - Japan     | 2-0  | 0-0, 1-0, 1-0          |

| Stilling | Kampe | Mål   | Point |
| -------- | ----- | ----- | ----- |
| Kina     | 3     | 11-30 | 9     |
| Japan    | 3     | 6-5   | 6     |
| Norge    | 3     | 3-9   | 2     |
| Tjekkiet | 3     | 6-9   | 1     |

### Slutrunde
Den olympiske ishockeyturnering for kvinder spilles den 13. – 25. februar 2010 i Vancouver med deltagelse af otte hold. Holdene blev inddelt i to grupper med fire hold i henhold til deres placering på IIHF's verdensrangliste for 2008.
| Gruppe A       |
| -------------- |
| Canada (1)     |
| Sverige (4)    |
| Schweiz (5)    |
| Slovakiet (17) |

| Gruppe B    |
| ----------- |
| USA (2)     |
| Finland (3) |
| Rusland (6) |
| Kina (8)    |